# Myrmecaelurus paghmanus
Myrmecaelurus paghmanus är en insektsart som beskrevs av Hölzel 1969. Myrmecaelurus paghmanus ingår i släktet Myrmecaelurus och familjen myrlejonsländor. Inga underarter finns listade i Catalogue of Life.